# Іжевський металургійний завод
56°49′57.3″ пн. ш. 53°11′03.8″ сх. д. / 56.832583° пн. ш. 53.184389° сх. д.
Іже́вський металургі́йний заво́д (ІжСталь) — ВАТ, один з найстаріших центрів металургійної промисловості Росії, історія якого нараховує понад 240 років.
Завод був збудований 1760 року як залізоробна та молотова фабрика. Будівництвом керував сам граф Петро Шувалов. 1859 року завод став єдиним постачальником високоякісної сталі для всіх зброярських заводів Росії. В кінці XIX відмічаються високі темпи зростання заводу, впроваджуються новітні технології. На Всесвітній виставці в Парижі завод був нагороджений найвищою нагородою.
Згідно з маніфестом Катерини II від 22 травня 1779 року на заводі почали випуск якорів. Таке виробництво продовжувалось до 1806 року.
Зростання виробництва сталі супроводжувалось Першою Світовою війною. В 1925 році на заводі започаткували виробництво авіаційної сталі. 1931 року тут працювала урядова комісія, яка прийшла до висновку, що завод зі своєю продукцією успішно конкурує з світовими лідерами, особливо зі шведськими. В роки Другої Світової війни виробництво збільшилось вдвічі. В 1960-их роках при заводі був створений інтелектуальний відділ, працівники якого працювали над удосконаленням виробництва.
На сьогодні підприємство складається з 4 основних виробництв: сталеливарне, прокатне, ковальсько-термічне та виробництво дротів. Завод виробляє високоякісні марки сталі, прокат, дроти, поковки, штамповки, сталеві фасонні профілі високої точності, товари народного споживання. З іжевської сталі виробляють підшипники, пружини, деталі автомобілів, сільськогосподарських машин, літаків, космічних апаратів.

## Директори заводу
- Савельєв Дмитро Федорович